# 3,9-Diethyliden-2,4,8,10-tetraoxaspiro(5.5)undecan
3,9-Diethyliden-2,4,8,10-tetraoxaspiro[5.5]undecan, kurz DETOSU, ist ein bicyclisches Ketenacetal, das sich vom isomeren Allylacetal 3,9-Divinyl-2,4,8,10-tetraoxaspiro[5.5]undecan, kurz DVTOSU, ableitet. DETOSU ist als bifunktionelles Monomer ein wichtiger Baustein für Polyorthoester, die durch Addition von Diolen an die aktivierte Doppelbindung des Diketenacetals entstehen.

## Darstellung
Die Umlagerung des DVTOSU in das DETOSU ist eine exotherme Reaktion, die auch spontan mit vollständigem Umsatz abläuft. Zur Herstellung im technischen Maßstab wird DVTOSU bei erhöhten Temperaturen in Gegenwart von Katalysatoren umgelagert.
Neben der Durchführung der Umlagerungsreaktion in alkalischem Medium, wie z. B. mit n-Butyllithium in Ethylendiamin oder Kalium-tert-butanolat in Ethylendiamin kann die Reaktion auch photochemisch durch UV-Bestrahlung in Gegenwart von Eisenpentacarbonyl als Katalysator und Triethylamin in siedendem Pentan oder mit Tris(triphenylphosphin)ruthenium(II)dichlorid – Natriumcarbonat in Substanz durchgeführt werden.
Um für den Einsatz als Monomer brauchbare Reinheiten zu erhalten, muss das nach der Umlagerungsreaktion und Vakuumdestillation erhaltene Rohprodukt mehrfach aus Pentan umkristallisiert werden. Die Ausbeuten an Reinprodukt liegen bei ca. 50 % d.Th.

## Eigenschaften
3,9-Diethyliden-2,4,8,10-tetraoxaspiro[5.5]undecan ist im Reinzustand ein bei Raumtemperatur kristallines Material. Wegen seiner geringen Kristallisationsneigung wird es zumeist als Flüssigkeit eingesetzt. DETOSU ist relativ instabil. Es hydrolysiert bereits in Gegenwart von Wasserspuren schnell und isomerisiert spontan während der Lagerung zum für die Polyreaktion inaktiven Diallylacetal DVTOSU. Die Reinsubstanz ist sehr reaktiv gegenüber dem Angriff elektrophiler Agentien und neigt stark zur kationischen Polymerisation. Charakteristisch für DETOSU ist die intensive IR-Bande bei 1700 cm−1, anhand derer auch der Umsatz bei der Umlagerungsreaktion verfolgt werden kann.

## Verwendung
Das Diketenacetal 3,9-Diethyliden-2,4,8,10-tetraoxaspiro[5.5]undecan, DETOSU, ist ein reaktives bifunktionelles Monomer, das durch Polyaddition mit α,ω-Diolen bioabbaubare Polyorthoester bildet.
Polyorthoester finden Verwendung als Einbettungsmedien für Pharmaka in Depotarzneiformen zur kontrollierten Wirkstofffreisetzung durch Oberflächenerosion unter physiologischen Bedingungen.

## Externe Links zu erwähnten Verbindungen
1. ↑  Externe Identifikatoren von bzw. Datenbank-Links zu Tris(triphenylphosphin)ruthenium(II)dichlorid:  CAS-Nr.: 15529-49-4, EG-Nr.: 239-569-7, ECHA-InfoCard: 100.035.957, PubChem: 11007548, ChemSpider: 76650, Wikidata: Q5272487.